# Lasków (województwo mazowieckie)
Lasków – wieś w Polsce położona w województwie mazowieckim, w powiecie wołomińskim, w gminie Dąbrówka. Ma status sołectwa.
W latach 1975–1998 miejscowość administracyjnie należała do województwa ostrołęckiego.
Miejsce urodzin Cypriana Kamila Norwida (ówczesna wieś Laskowo-Głuchy to dzisiejszy Lasków i Głuchy).
Wierni Kościoła rzymskokatolickiego należą do parafii Podwyższenia Krzyża Świętego w Dąbrówce.